# Oz Fox
Richard Alfonso Martínez, más conocido como Oz Fox (n. 18 de junio de 1961 en Whittier, California), es el guitarrista líder de la agrupación cristiana Stryper.

## Carrera
En el colegio sus compañeros lo llamaban Oz en honor a Ozzy Osbourne, dada su capacidad para emular la voz de Osbourne mientras tocaba versiones de Black Sabbath. Fue reclutado por los hermanos Sweet en 1983 para formar la banda Stryper. Como miembro fundador de la agrupación, Fox grabó y giró con Stryper hasta su primer ruptura en 1992.
Luego de Stryper, Fox tocó en algunas bandas, incluyendo Sindizzy donde cantaba y tocaba la guitarra. En el 2006 integró la agrupación cristiana Bloodgood. Tocó la guitarra acústica en la canción Sister Blue del álbum de 1992 Soul Asylum de la banda angelina Ransom. Regresó a Stryper en 2003, con motivo de la reunión oficial de la banda.

## Vida personal
Fox se casó con Annie Lobert, una ex prostituta que se convirtió hace 16 años en cristiana evangélica, en Las Vegas, Nevada, el 5 de junio de 2009. La ceremonia fue transmitida en vivo por Internet. Lobert tiene un ministerio para las prostitutas que todavía están en las calles llamadas "Hookers for Jesus". 
Aproximadamente a las 12:30 a. m. del 12 de agosto de 2018, Fox sufrió un ataque mientras se presentaba con una banda paralela a Stryper en Las Vegas y fue trasladado al hospital. Una tomografía computarizada y una resonancia magnética descubrieron dos masas: una en la oreja y la otra en la parte posterior de la cabeza.

## Discografía con Stryper
- The Yellow And Black Attack (1984)
- Soldiers Under Command (1985)
- To Hell with the Devil (1986)
- In God We Trust (1988)
- Against the Law (1990)
- Reborn (2005)
- Murder by Pride (2009)
- The Covering (2011)
- Second Coming (2013)
- No More Hell to Pay (2013)
- Fallen (2015)
- God Damn Evil (2018)